# Pic de Sarroués
Pic de Sarroués – szczyt górski położony we francuskiej części Pirenejów, w departamencie Pireneje Wysokie, na terenie gminy Saint-Lary-Soulan, około 4 km na północ od granicy z Hiszpanią. 
Na północny wschód od szczytu usytuowany jest Pic d’Aret (2939 m n.p.m.), natomiast na południu położony jest Pic d’Arriouère (2866 m n.p.m.). Na zachód od Pic de Sarroués rozciąga się dolina potoku Neste du Moudang, a na wschodzie położona jest dolina Rioumajou, którą porasta las o nazwie Forêt de Bourisp.